# Araeognatha umbrosa
Araeognatha umbrosa är en fjärilsart som beskrevs av George Francis Hampson 1893. Araeognatha umbrosa ingår i släktet Araeognatha och familjen nattflyn. Inga underarter finns listade i Catalogue of Life.